# 하윤원

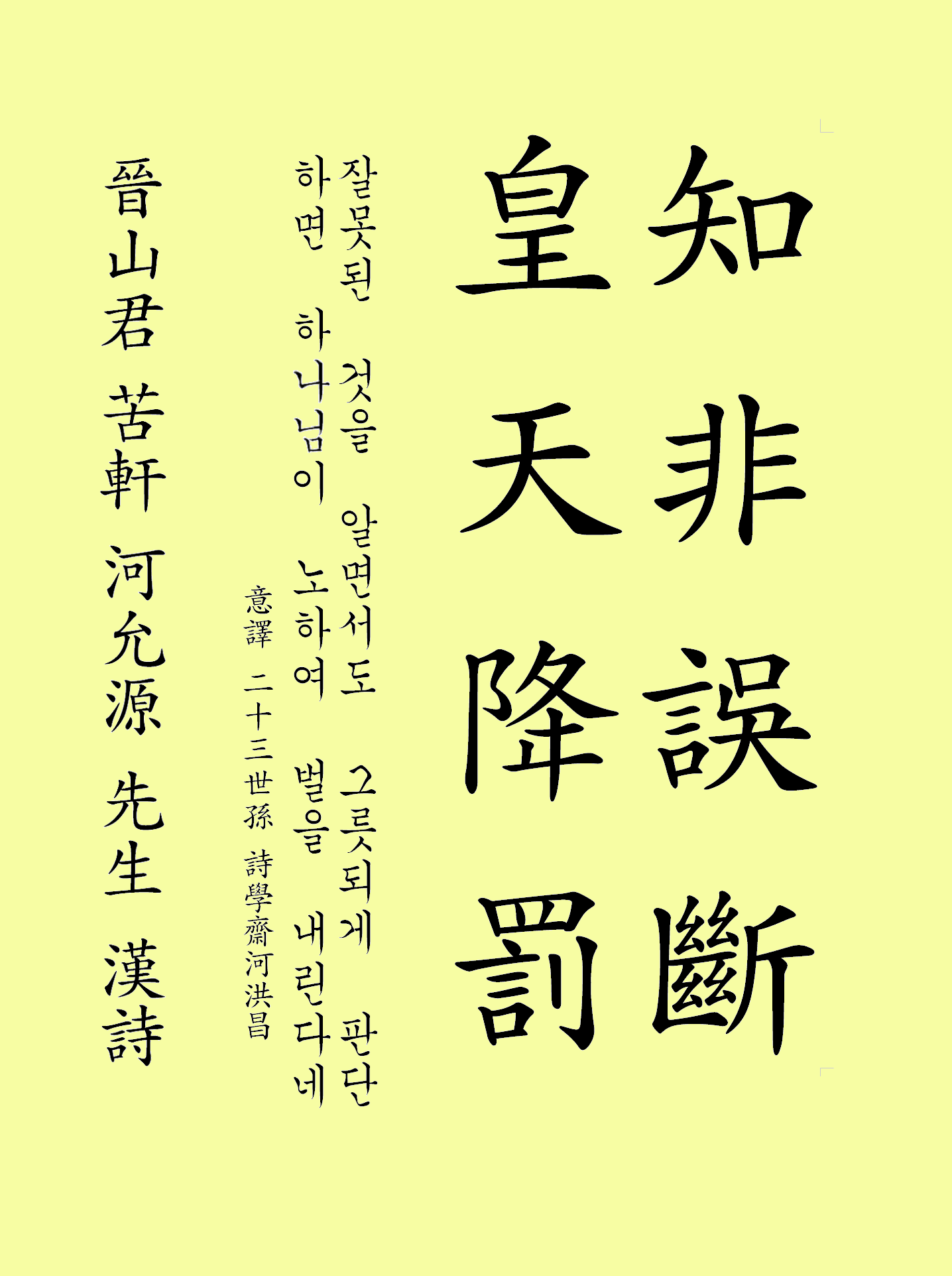
하윤원 선생의 한시, 23세손 하승무 교수 의역

하윤원(河允源, 1322년 ~ 1376년)은 고려 사헌부 대사헌 직책을 지낸 고려 후기의 문신, 군인, 성리학자이다. 본관은 진양(晉陽)이며, 아버지는 문하찬성사 하즙(河楫)이다. 1362년 전리총랑(典理摠郎)으로 재직시 홍건적에게 함락된 개경을 수복하는데 큰 공을 세워 수충좌리공신(개경수복 2등 공신)이 되었으며 우왕으로부터 문하찬성사로 치사(致仕)하고 진산부원군(晉山府院君)에 봉해졌다.

## 생애 및 활동
1342년 진사를 거쳐 문과(을과)에 급제하여 전교교감(典校校勘)에 보임되었으며 공민왕 때, 사헌부 감찰대부(監察大夫)로 재임시에는 모든 관원으로부터 칭송을 받을 정도였다. 일찍이 왕명으로 경상도(慶尙道)·서해도(西海道)·양광도(楊廣道)·교주도(交州道) 등 4도(道)를 안찰사(按察使)로 백성들의 고충을 살펴 선정을 베푸는 목민관으로 이름을 날렸다. 원주목사와 상주목사,경상도관찰사(충정왕)를 역임했다.
1361년(공민왕 10년) 10여만 명의 홍건적이 침입하여 개경이 함락되자, 공민왕이 복주(福州:지금의 안동)로 몽진하고, 1362년에는 무예가 출중한 탓인지 그는 전리총랑(典理摠郎)으로 총병관 정세운(鄭世雲)을 비롯하여 안우(安祐)·이방실(李芳實)·최영(崔瑩) 등 여러 장수와 함께 개경을 수복하는 데 공을 세워, 1363년에 수충좌리공신(輸忠佐理功臣)이 되었다. 또한 강주원수(康州元帥)로 있을 때에는 이성계(李成桂), 정세운(鄭世雲)과 함께 홍건적을 토벌하였다. 우왕 초에는 예문관 제학에 이어 사헌부 대사헌(大司憲)에 올라 집무시에는 知非誤斷皇天降罰(잘못된 것을 알고서 그릇 판단한다면 하늘이 벌을 내릴 것이다)이라는 글귀를 걸어 놓고 공무를 청렴하게 수행하였으며 우왕으로부터 진산부원군(晉山府院君)에 봉해졌다.
그의 이러한 청렴성과 강직성은 이미 공민왕 때 신돈(辛旽)이 왕의 신임을 등에 엎고 권세와 만용을 부리자 다른 모든 신하들이 신돈에게 아첨할 때에도 그만이 홀로 공직자의 바른 기품과 자세을 잃지 않았다고 한다. 1375년(우왕 1) 대사헌으로 집무시에 모친상을 당하여 묘 옆에서 시묘살이를 하는 도중에 여막에서 사망할 정도로 평소에 효성이 지극했다. 집안 대대로 내려 온 충과 효의 정신을 그의 자손들은 조선조에 출사한 이후에도 그대로 이어받아 나라에 충성하고 부모에게는 효를 다하는 충효일치(忠孝一致)의 가풍은 고려조에 이어 조선조에서도 명문가의 가명(家名)을 떨쳤다.

## 교우 관계
목은 이색, 포은 정몽주, 야은 길재 삼은(三隱)과도 아주 절친한 교우관계였다. 하윤원이 강주원수(康州元帥)로 있을 때 이색이 시문(詩文)을 통하여 그를 위로했으며, 정몽주는 그가 원주목사(原州牧使)의 임기를 마치고 내직으로 전임될 때에도 시문(詩文)을 통하여 칭송할 정도였다.

## 상훈 및 업적
- 수충좌리공신(개경수복 2등 공신)
- 우왕의 기복교서(起復敎書)
- 중대광보국숭록대부(重大匡輔國崇祿大夫)
- 진산부원군(晉山府院君)으로 봉작

## 가계
- 조부 : 하직의(河直漪, 도첨의정승)
  - 아버지 : 하즙(河楫, 문하찬성사)
  - 어머니 : 철성 이씨(鐵城李氏,진한대부인)
    - 부인 : 청주 한씨(淸州韓氏, 정경부인)
      - 장남 : 하유종(河有宗), 경산부사)
        - 손자 : 하윤(河潤), 사헌부 지평)

      - 차남 : 하자종(河自宗), 병부상서)
        - 손자 : 하왕(瀇, 병조판서)
        - 손자 : 하형(泂, 관찰사)
        - 손자 : 하연(演, 영의정)
        - 손자 : 하결(潔, 대사간)
        - 손자 : 하보(河溥) (증영의정)

      - 삼남 : 하계종(河啓宗), 문경군사)
        - 손자 : 하숙(潚, 서주목사)
        - 손자 : 하척(滌, 창녕현감)
        - 손자 : 하중용(仲龍, 병마도절제사)

### 직계 후손
- 하장수(20세손, 대한제국 애국지사, 서예가)
- 하재세(21세손, 대한제국 사회운동가, 교육자)
- 하승무(23세손, 역사신학자, 시인)[3][4][5]
- 하경덕(24세손, 사회학자, 언론인)[6][7]

## 참고 문헌
- 高麗史
- 高麗史節要
- 晋陽誌
- 晉陽聯藁(1609년)
- 晉陽河氏大同譜(庚辰譜,2000년)
- 《高麗列朝登科錄》
- 하승무의 晉陽河氏 家門人物硏究